# Курва (лінгвістика)
Курва (пол. kurwa) — найбільш часто використовуваний польський вульгаризм.
Має кілька функцій. Продуктивний у словотворенні, створює похідні слова, евфемізми і деривати. У сучасній формі існує з XV століття; неодноразово трапляється в літературі й інших культурних контекстах аж до сучасності. Публічне використання в ролі вульгаризму може бути покаране в судовому порядку. Це слово є також в інших мовах, зокрема в слов'янських: білоруській, болгарській, македонській, сербсько-хорватській, словацькій, українській, чеській; неслов'янських: угорській, румунській, литовській, албанській.

## Значення
Словник лайок і ненормативної лексики Мацея Гроховського наводить такі значення слова курва: повія; жінка, що охоче вступає в статеві стосунки з будь-яким партнером; повія; жінка — з вираженням презирства і злості; особа, яка робить щось, що оцінюється негативно з морального погляду; а також лайка. Анджей Баньковський додає значення емфатичної частки, використовуваної для посилення виразів. Окрім того, словник подає численні фразеологізми, такі як kurwa mać, kurwa kurwie łba nie urwie, kurwa męska, do kurwy nędzy, rzucać kurwami. «Словник реальної польської мови» (Słownik polszczyzny rzeczywistej) Лодзинського лінгвіста Петра Фонки подає 47 комунікативних функцій слова курва: захват, несхвалення, загроза, гнів, презирство, розрядка напруги, а також слово-вставка.

## Евфемізми і деривати

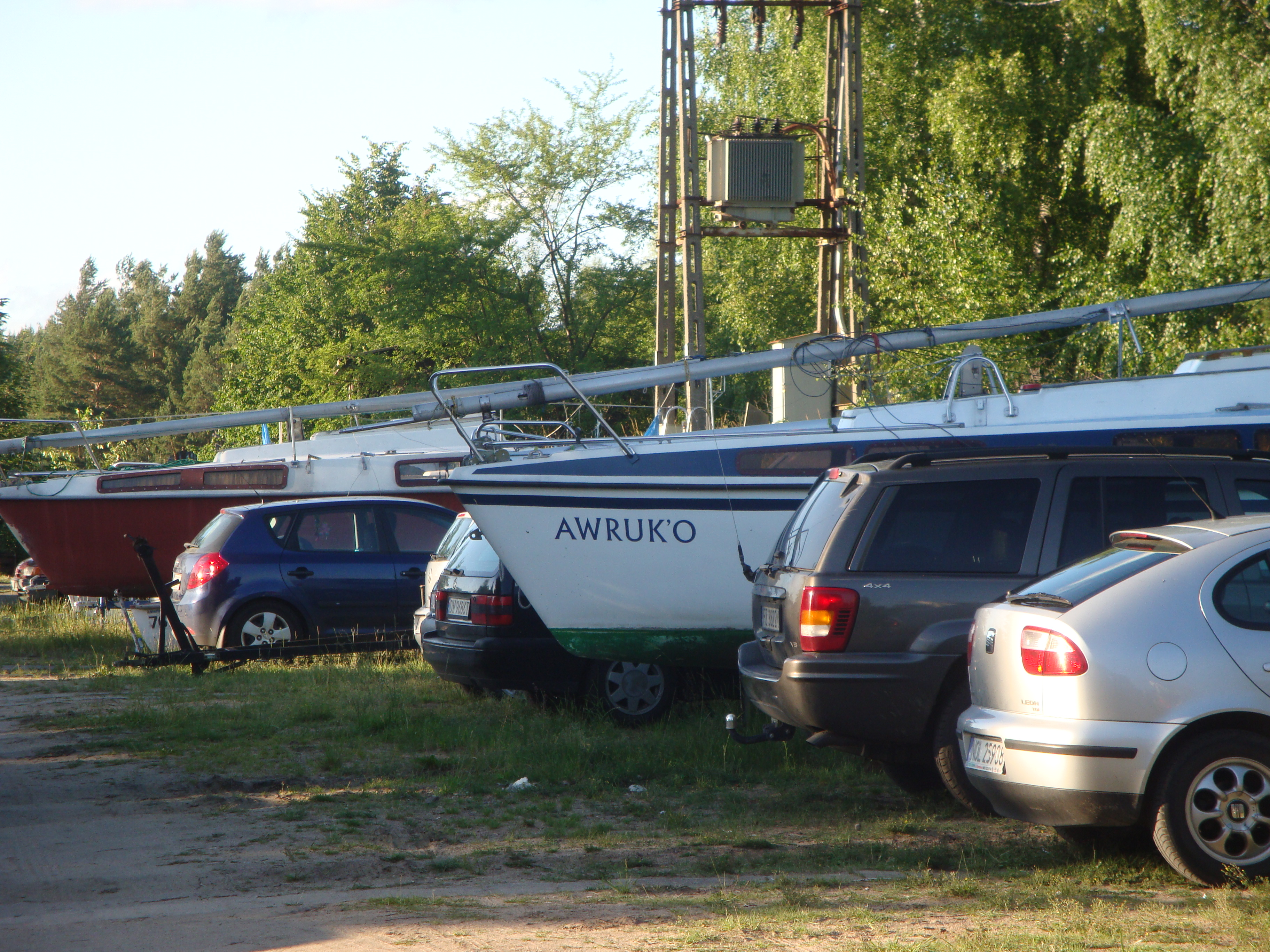
Ідея Лема в назві яхти Awruko

Має кілька евфемізмів, наприклад, kurna, kurna chata, kurna Olek, kuźwa, а також анаграма rukwa ćma. Іноді використовується тільки перша буква, як, наприклад, у вірші Юліана Тувіма «Zwariowany alfabet»: «Bo jeśli nawet żona Pe została Ka i jest dziś w Be (…)». Найважливіший склад, який є основою при створенні евфемізмів слова курва, — це kur-: kurczę pieczone, kurka wodna, kurde і т. д. аналогічний з точки зору фонетики склад — kurz, звідси, наприклад, kurza twarz, kurza melodia. Інший евфемічний прийом-залишити початковий і кінцевий склади і змінити середину слова: karwa, kuwa. Крім того, щоб полегшити проголошення, слово може даватися в псевдоанглійському правописі: curwa. Існують численні неосемантизми, що містять звуки, які нагадують про вихідне слово: morwa, bulwa. Використовується також скорочення PKP — pięknie, kurwa, pięknie. Лайка kurwa mać!  має менше евфемізмів, однак і в цьому випадку вони засновані на фонетичних образах або спотвореннях, наприклад, murwa kać, також трапляються вирази, що подібно звучать, наприклад, urwał nać.
Похідними словами є, зокрема, kurwiątko (зменшувальний), kurwiszcze, kurwiszon, kurwowaty, kurwić się, wkurwić się, skurwysyn, kurwica, kurwiki. Дериватом є слово biurwa, що означає, згідно зі словником PWN, некомпетентну або грубу жінку-клерка, а по Гроховському — жінку, нерозбірливу щодо сексу. В оповіданні Станіслава Лема «Як Ердоган переміг» зі збірки «Казки роботів» (1964) з'являється слово «Аврук!», тобто слово «курва» записане навпаки, яке є бойовим криком роду селектритів.

## Використання та класифікація
Слово використовується у виразі:
- прямого звернення — ty jesteś kurwa
- слова-вставки — byłem, kurwa, wczoraj…
- лайки — o, kurwa
- образи — ty stara kurwo
- загального вираження розчарування — kurwa!
- підкреслення негативного психічного стану, наприклад, нервозності — no i co ty, kurwa, robisz
- основного значення слова — ta laska to zwykła kurwa[21].

Лінгвіст Ежи Бралчик так пояснює вживання слова «kurwa»: "Кинуте в ефір слово звільняє нас від роздумів. Вигукнемо і вже відчуваємо якесь полегшення, тому що не потрібно вже створювати більш продуману думку. Досить одного нервового … «kurwa».
З погляду соціолінгвістики слово «kurwa» є системним вульгаризмом, що існує з урахуванням своїх виразних особливостей незалежно від сенсу і контексту, в якому воно з'являється. Цей тип ненормативної лексики порушує певні культурні конвенції, що діють у суспільстві. Слово є як вульгаризмом, так і лайкою. У реченні виконує здебільшого експресивну функцію: може висловлювати здивування: o, kurwa, pierwsze słyszę!, захоплення: o kurwa, ale nogi!, гнів: o kurwa, aleś narozrabiał або ненависть: Ta kurwa znowu mnie oblała!.

## Етимологія
Слово походить з праслов'янської мови і відновлюється як *kury з найбільш вірогідним значенням «курка», в родовому відмінку має вигляд *kurъve. Згідно з проф. Валери Писареком, слово походить від *кигъ у значенні «півень», а його використання щодо хтивої жінки виникло за аналогією з поведінкою півня. У словнику церковнослов'янської мови Міклошича міститься слово кѹръва і кѹрьва у значенні «meretrix» (тобто «повія, блудниця»). У етимологічному словнику Фасмера слово засвідчене в церковно-слов'янській мові сербського ізводу. Вже за часів праслов'янської мови другим значенням цього слова було «жінка легкої поведінки». У нинішньому вигляді це слово зафіксоване в польській мові в XV столітті.
Збігнєв Голомб з Віктором Мартиновим зіставляє слово з грецьким κύριος — «могутній, пан» і староіндійським śṻra «сильний, герой», авестійським sūra ts. Всі ці форми - з праіндоєвропейського *K'euH — «набухати, роздуватися», у зв'язку з цим *kury (*kourūs) могло просто означати «зріла, доросла жінка». У словнику Славського це слово в діалектах 1415 року означало також «порожню ділянку ріллі, не засіяну через неуважність або недбалість».
За етимологією, запропонованою Анджеєм Баньковським, це слово спочатку означало неодружену жінку і стало вульгаризмом після появи слова kurew (збережених у виразі kurwie macierze syn), що означає сина неодруженої матері, сина невідомого батька. З XVI століття слово функціонувало як вульгаризм, у нього було кілька похідних, наприклад, kurewnik. Помилковим є переконання, що слово походить від латинського curvus — «кривий». Веслав Борись в «етимологічному словнику польської мови» стверджує, що будь-які спроби пошуку аналогів слова в індоєвропейських мовах є необґрунтованими. Баньковський зазначає існування слова в угорських, румунських, албанських і литовських діалектах. Згідно зі словником Славського, неможливо вивести етимології від німецьких слів *horion і *hora (у теперішній час die Hure) внаслідок звукових складнощів, водночас були припущення, що це німецьке слово походить від kurwa, яке мало б бути скороченням від *kuropatva.

## Історія
|  | Jeb, Młodzieńcze, jeb, lecz miej zwyczaj drogi, Ze świecą kurwie patrzeć między nogi. |

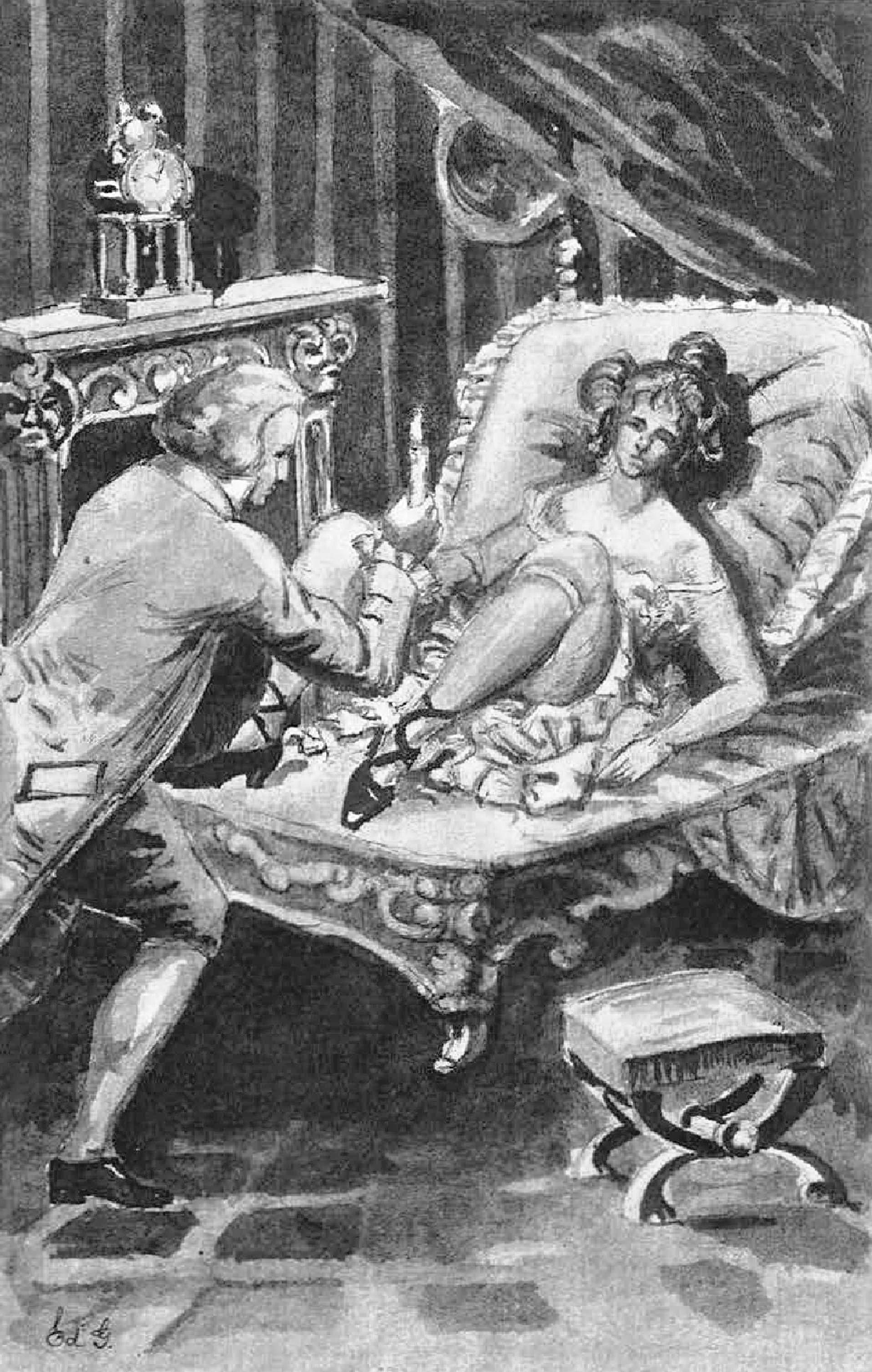
Олександр Фредро у поемі «Sztuka obłapiania», виданій в 1817 році, радив: Jeb, Młodzieńcze, jeb, lecz miej zwyczaj drogi,
Ze świecą kurwie patrzeć między nogi.

Слово з'являється в берестяній грамоті № 531 початку XIII століття, знайденій в Новгороді Великому. Грамота містить прохання якоїсь Анни до брата про справедливість для себе і своєї дочки. Жінка скаржиться братові, що якийсь Коснятин звинуватив її в зловживанні, ймовірно, фінансовому, і назвав її курвою, а її дочку бляддю: «назвало єси сьтроу коровою і доцере блядею».
Слово kurwa було образливим вже в старопольській мові; траплялося в судовому листі при описі суперечок. Польські середньовічні судові роти фіксують, наприклад, вираз: «Csom uczynił Pawłowi, to za jego początkiem, kiedy mi zadawał kurwie macierze syny, a na jegom dom nie biegał».
Одне з найстаріших польських прислів'їв: «Kto nie ma kurwy w swym rodzie, tedy to zmaż» — такий запис зробив у 30-х роках XVI століття читач на примірнику трактату Аристотеля «De anima».
У літературі «kurwa» з'являється в період епохи Відродження, наприклад, у фрашці Яна Кохановського «Na matematyka»:
Ziemię pomierzył i głębokie morze,
 Wie, jako wstają i zachodzą zorze;
 Wiatrom rozumie, praktykuje komu,
 A sam nie widzi, że ma kurwę w domu.
Слово також з'являється у Миколи Рея: «Nie masz tak zamku s twardego żelaza / By przezeń kurwa s kotką nie wylazła».
У період бароко слово з'являється у Яна Морштина, який написав вірш про коханок магната, які повинні були покинути двір «Precz kurwom z Zamościa». Слово kurwa з'являється в жартівливій літературі, зокрема в перекладі Яна з Кошиць у творі "Rozmowy, które miał król Salomon mądry z Marchołtem grubym a sprośnym «(1521). Мархолт І цар Соломон використовують в розмові вульгаризми, в тому числі слово kurwa: „Zaiste to była kurwa, która porodziła takiego syna“. Серед творів романтизму слово можна знайти у творчості Юліуша Словацького; в „Zawiszy Czarnym“ один з опонентів задає іншому наступне питання — „Jak on cię pozna, k…, to odpędzi“.
Часто цитують вислів Юзефа Пілсудського про поляків „Naród wspaniały tylko ludzie kurwy“. Той же Пілсудський на питання про програму його партії, за словами Олександра Скшинського в цитаті Матвія Ратая, відповів „Bić kurwy i złodziei“.
Мельхіор Ванькович на захист слова kurwa, а також інших вульгаризмів виступив у фейлетоні „Czy tylko sarmackość?“. Ванькович насміхається над Зоф'єю Коссак-Шуцькою, яка в спогадах з концтабору замінила слово „kurwa“ на „kulfon“. Прокоментував це словами: „Бідна kurwa! За стільки років вірного служіння мові!“.
У період ПНР слово рідко з'являлося в ЗМІ та літературних творах через діяльність цензури, яка оцінювала лайки як „аморально“.
За часів середньовіччя існували також інші слова, що позначають повію: wyleganica, murwa, kortyzanka, małpa, nęta, przechodka, klępa, larwa, suka. Похідне слово murwa існувало ще в XVIII і XIX ст.. Самуїл Лінде в „Словнику польської мови“ зафіксував вислів: „Kto nie ma w swoim rodzie siostry murwy, a brata złodzieja, zmaż ten rym“.

## У сучасній культурі
Згідно з лінгвістом Петром Фонке, це найпопулярніший польський вульгаризм, що з'являється в 40 % польських лайок. Професор Мацей Гроховський, автор словника лайок і ненормативної лексики, вважає, що найпопулярнішою лайкою в польській мові є kurwa mać!, бо воно коротке і звучне. Професор Валери Писарек приписує експресію слова приголосної r в середині, і вважає, що заміною kurwa може бути, наприклад, слово milliard. Так само вважає професор Єжи Бралчик, вказуючи на звуки /k/, /r/ і /w/, що забезпечують слову переконливе звучання. Професор Ян Мьодек зауважив, що слово часто однозначно асоціюється з Польщею і на підтвердження цьому наводить почуту фразу „La Pologne, kurwa, kurwa“.
В сучасній польській літературі ці слова використовували такі письменники, як Марек Хласко (один з його героїв відповідає: „a cóż ty, kurwo, wiesz o życiu? Czy ty, kurwo, czytałaś Dostojewskiego?“, а в оповіданні »Ósmy dzień tygodnia "(1954) звучать слова: «Możesz mówić kotku. Skarbie. Serce. Kurwo. Kurwiątko. Słoneczko. To też dobre, co?»). Дорота Масловська вельми охоче користується вульгаризмами для вираження емоцій героїв у своєму дебютному романі «Польсько-російська війна під біло-червоним прапором»(2002), де звучали, зокрема, такі слова, як: «Wtedy mówi parę razy: kurwa i ja pierdolę, chujoza i gówno».
У фільмі «Секс-місія»(1983) режисера Юліуша Махульського kurwa mać була паролем, що включає ліфт. У фільмі «Пес» режисера Владислава Пасіковського (1992), знятого вже після скасування цензури, коли можна було вільно користуватися лайками, слово kurwa вимовляється 55 разів, і це найчастіша лайка в цьому фільмі.
Слово використовується у творчості кабаре; в Інтернеті відома сценка у виконанні Тадеуша Квінта, що пародіює лекції професора Медека про це слово в «Підвалі під Баранами»: «kiedy się człowiek potknie lub skaleczy, woła: o, kurwa!». Велика кількість вживання слова kurwa у фільмі «Пси» прокоментував кабаре Grupa Rafała Kmity у скетчі, в якому під час зйомок сцен в сиквелі фільму «Пси 3» говориться: «занадто мало kurwa!, kurwa!».
Слово також іноді використовують політики. Спікер Сейму Юзеф Зих під час пленарних засідань у серпні 1997 року, не підозрюючи, що мікрофон включений, звернувся до колеги: «No, stary, ale co mi tu, kurwa, przynosisz?». У 2003 році депутат від Партії «Самооборона» Рената Бегер в інтерв'ю, розповідаючи про свою сексуальність, вимовила: «Kolega twierdzi nawet, że mam kurwiki w oczach». Професор Єжи Бралчик прокоментував це словами: «це заклик до певної сексуальної поведінки. Більше підходить для узбіччя дороги, ніж Сейму».
Відповідно до Кодексу правопорушень, використання слова «kurwa», як і інших образ, карається в судовому порядку на підставі статті 141 Про використання непристойних слів у громадських місцях; у 2017 році штраф 100 злотих за використання цього слова під час Польського Вудстока заплативши Єжи Овсяк.
Слово «kurwa» є найяскравішим прикладом прогресивного зростання використання ненормативної лексики, що відбивається в даних Національного корпусу мови польської. Магдалена Хондзлік-Дудка знайшла в ньому цілих 11 743 згадок цього слова (за даними 2014 року) і показала бурхливу тенденцію зростання (особливо після 1990 року), що, на її думку, означає, що воно стало важливою частиною щоденного спілкування поляків.